# Horst Skerra

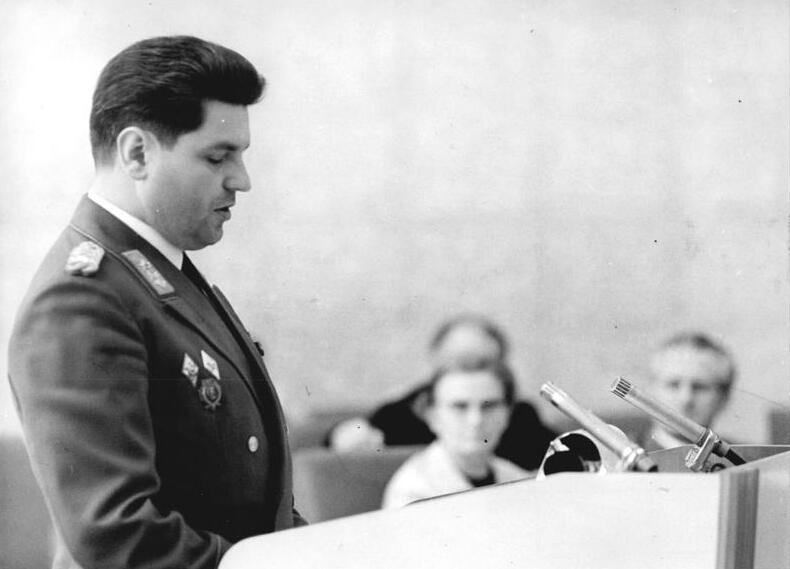
Skerra bei einer Sitzung des Staatsrates der DDR in Berlin am 16. Mai 1969

Horst Skerra (* 1. September 1930 in Kulsen, Ostpreußen; † 3. September 2024) war ein deutscher Offizier (NVA). Er war Generalleutnant und der letzte Chef der Landstreitkräfte der NVA.

## Leben
Der Sohn eines Landarbeiters besuchte die Volksschule. Wegen des Krieges konnte er keinen Beruf erlernen und wurde selbst als Landarbeiter tätig. Gegen Ende des Krieges wurde er als Flakhelfer eingesetzt. Von 1945 bis 1948 war er Traktorist im Gebiet von Kaliningrad in der UdSSR.
Nach seiner Umsiedlung in die Sowjetische Besatzungszone arbeitete er bis 1949 im Braunkohlentagebau Geiseltal. Er trat in die FDJ ein und wurde FDJ-Jugendvertreter in der Abteilungsgewerkschaftsleitung (AGL) des Braunkohlenwerks (BKW) Mücheln II. Die FDJ delegierte ihn 1949 zur Deutschen Volkspolizei (DVP). An seinem 19. Geburtstag trat Skerra den bewaffneten Organen (DVP) bei und wurde Kursant an der VP-Schule Naumburg. Nach seiner Ausbildung wurde er 1950 zum VP-Kommissar ernannt und als Zugführer und Ausbildungsleiter in der VP-Dienststelle Kochstedt eingesetzt. Im Jahre 1951 wurde Skerra Mitglied der SED. Von 1951 bis 1952 war er Offiziershörer an der VP-Schule Kochstedt. Von 1952 bis 1956 besuchte er die Frunse-Militärakademie in der Sowjetunion und wurde mit der Goldmedaille der Akademie ausgezeichnet.
Nach seiner Rückkehr wurde er Angehöriger der NVA und diente von 1956 bis 1960 als Offizier und Leiter einer Unterabteilung in der Verwaltung Operativ im Ministerium für Nationale Verteidigung (MfNV). Von 1961 bis 1964 war er als Oberstleutnant Stellvertreter des Chefs des Hauptstabes und Chef der Verwaltung Operativ im MfNV. Als solcher war er an der Planung und Durchführung des Mauerbaus in Berlin am 13. August 1961 beteiligt. Von 1964 bis 1966 absolvierte er die Generalstabsakademie der UdSSR mit Auszeichnung und wurde für seine hervorragenden Studienleistungen mit der Goldmedaille der Akademie geehrt. Im Anschluss daran wurde Skerra Kommandeur der 1. Mot.-Schützen-Division (1. MSD) Potsdam.
Er wurde am 1. März 1967 zum Generalmajor ernannt. Von 1969 bis 1973 war Skerra Stellvertreter des Chefs des Militärbezirk III (Leipzig) und Chef des Stabes. Nach seinem erneuten Dienst im Hauptstab der NVA von 1973 bis 1976 war er von 1976 bis 1982 Chef des Militärbezirks III (Nachfolger von Generalleutnant Heinz Handke). Am 7. Oktober 1977 wurde er zum Generalleutnant befördert. Von November 1982 bis Dezember 1989 diente Skerra als Stellvertreter des Chefs Landstreitkräfte und Chef des Stabes im Kommando Landstreitkräfte. Er wurde am 1. Januar 1990 Chef der Landstreitkräfte und ging am 30. September 1990 in den Ruhestand.
Skerra lebte in Schwielowsee.

## Auszeichnungen
- 1964: Vaterländischer Verdienstorden in Bronze und 1976 in Silber
- 1968: Medaille der Waffenbrüderschaft in Silber
- 1974: Kampforden „Für Verdienste um Volk und Vaterland“
- 1981: Ehrentitel Verdienter Angehöriger der Nationalen Volksarmee
- 1984: Orden Banner der Arbeit Stufe I
- 1984 und 1986: Friedrich-Engels-Preis
- Scharnhorst-Orden